# Amaliya Panahova
Amaliya Alish Kyzy Panahova (en azéri : Amaliya Əliş qızı Pənahova ; en russe : Амалия Алиш кызы Панахова), née le 15 juin 1945 à Kirovabad et morte le 8 novembre 2018 à Bakou, est une actrice azerbaïdjanaise.

## Biographie
Actrice de théâtre et de cinéma, elle a notamment joué dans les films Gün keçdi d'Arif Babayev (1971), Gharîb au pays des djinns (Qärib cinlär diyarinda) d'Alisattar Atakichiyev (1978) et Babek d'Eldar Guliyev (1979).
Elle a reçu le titre honorifique d'Artiste du peuple de la RSS d’Azerbaïdjan.